# Alessandro Andrei
Pour les articles homonymes, voir Andrei.
Alessandro Andrei (né le 3 janvier 1959 à Florence) est un lanceur de poids italien, champion olympique et vice-champion du monde de la discipline au-milieu des années 1980.

## Biographie
En 1987, il bat le record du monde à trois reprises lors de la même compétition avec 22,72 m puis 22,84 m et enfin 22,91 m.
Il est marié à Agnese Maffeis, une lanceuse de disque et de poids italienne.

## Record du monde
- lancer du poids: 22,91 m -  Viareggio, 12 août 1987[2]

Séries de lancers
     Record du monde
| 1er   | 2d    | 3e    | 4e    | 5e    | 6e    |
| ----- | ----- | ----- | ----- | ----- | ----- |
| 22,19 | 22,37 | 22,72 | 22,84 | 22,91 | 22,74 |

## Palmarès

### Jeux olympiques d'été
- Jeux olympiques de 1984 à Los Angeles,  États-Unis
  -  Médaille d'or avec 21,26 m

### Championnats du monde d'athlétisme
- Championnats du monde 1987 à Rome,  Italie
  -  Médaille d'argent avec 21,88 m

### Championnats d'Europe d'athlétisme en salle
- Championnats d'Europe en salle 1984 à Göteborg,  Suède
  -  Médaille de bronze avec 20,32 m